# Kondensor

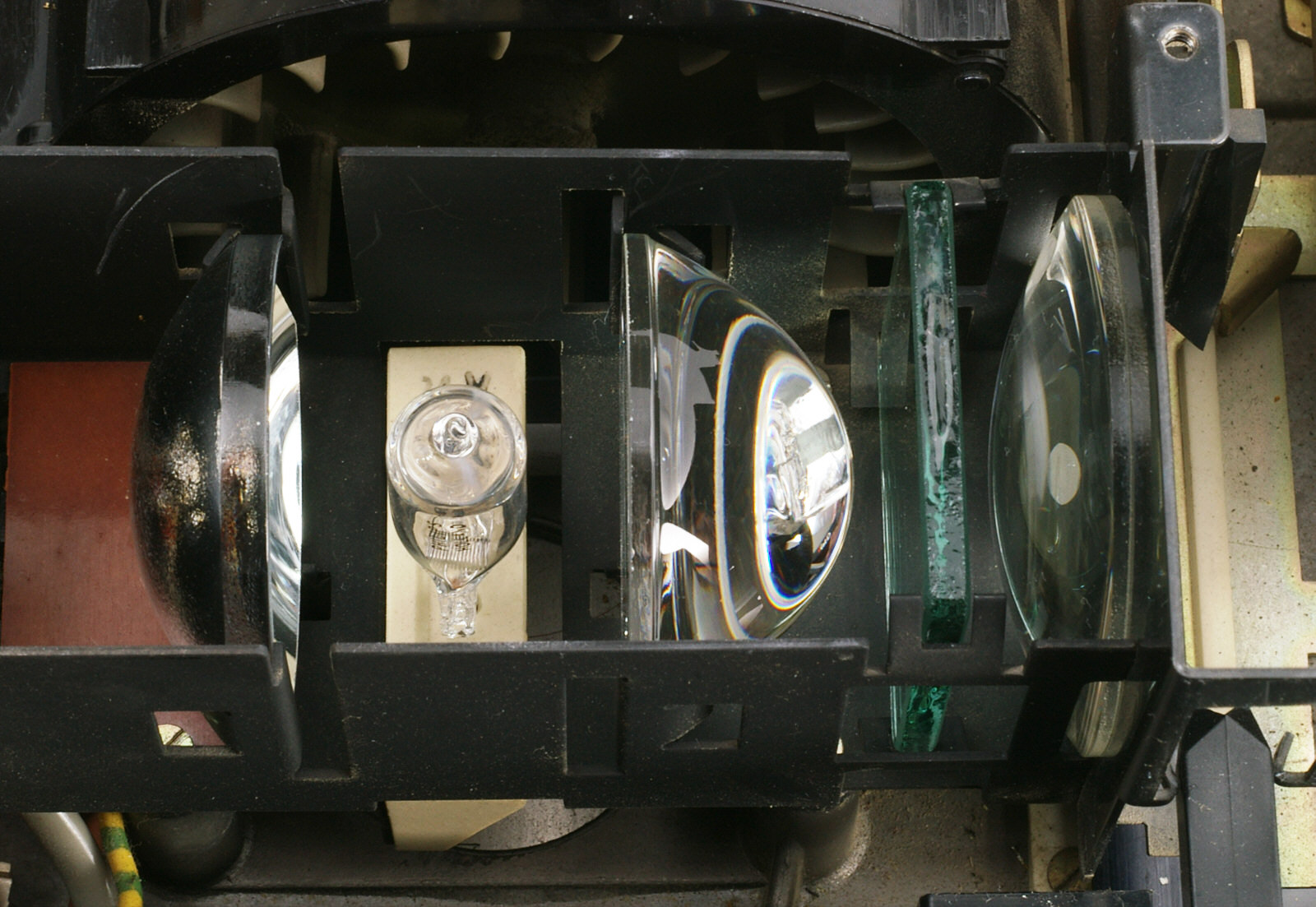
Zweilinsen-Beleuchtungssystem eines Diaprojektors
(von links nach rechts): Kugelspiegel, Halogen-Glühlampe mit Flachwendel, asphärische Kollimator-Linse, Wärmeschutzfilter, Kondensorlinse, Aufnahmestelle für Dia

Schematische Darstellung eines Beleuchtungssystems eines Diaprojektors mit zwei Kondensorlinsen

Ein Kondensor besteht aus ein  oder zwei Sammellinsen und wird in der Beleuchtungseinrichtung eines abbildenden optischen Gerätes verwendet. Solche mit Lampenlicht arbeitende Geräte sind Projektoren (Diaprojektor oder Vergrößerungsgerät) oder Mikroskope. Der Kondensor hat die Aufgabe, einen möglichst großen Teil des Lichts der Projektionslampe in den abbildenden Strahlengang einzubringen. Dabei ist auch darauf zu achten, dass das Bild gleichmäßig ausgeleuchtet wird.
Oft ist mit Kondensor schon das gesamte Beleuchtungssystem gemeint.
Der Kondensor bildet die Wendel der Lampe in die Öffnung des abbildenden Objektivs ab, sodass anstatt der Wendel deren vergrößertes Bild zur Eintrittspupille des Objektivs wird und eine größere Bildhelligkeit entsteht.
Er wird dicht vor dem abzubildenden Objekt angebracht. Damit bleibt er eine Feldlinse (speziell, da Feldlinsen in der Regel am Ort eines Zwischenbildes angeordnet werden), die die Abbildung des Objektes nicht beeinflusst, aber die Bildhelligkeit verbessert.
Das Beleuchtungssystem besteht aus Kondensorlinse/n und Lampe und in der Regel noch aus einem Kugelspiegel, wodurch die an der Projektion beteiligte Lichtmenge etwa verdoppelt wird. Dazu gehört oft noch ein Wärmeschutzfilter, das sich bei Zweiteiligkeit des Kondensors zwischen den beiden Linsen befindet.
Um Baulänge zu sparen und mehr Licht der Lampe zu nutzen, wird der Kondensor häufig mit großem Öffnungswinkel (große numerische Apertur) gebaut. Das bedingt sogenannte Öffnungsfehler (sphärische Aberration), die zum Beispiel zu ungleichmäßiger Ausleuchtung des Bildes führen können. Man verbessert die Situation, indem man die abbildende Funktion des Kondensors auf mehrere entsprechend korrigierte Linsen verteilt. Der Doppel-Kondensor enthält dann eine asphärische  und eine sphärische Sammellinse.
Einen Kondensatorbeleuchtungsapparat hatte Ernst Abbe um 1870 für das Mikroskop konstruiert.